# Dimorphoctena egregia
Dimorphoctena egregia är en fjärilsart som beskrevs av Clench 1957. Dimorphoctena egregia ingår i släktet Dimorphoctena och familjen träfjärilar. Inga underarter finns listade i Catalogue of Life.